# 三愛
株式会社三愛（さんあい）は、かつて存在し日本全国で婦人服を販売していたリコー三愛グループの企業。

## かつての主力製品・事業
- 婦人服専門小売業

## 主要事業所
- 本社 - 東京都渋谷区代々木四丁目33番10号トーシンビル
- 店舗 - 日本全国に150店以上を展開していた

## 沿革
- 1945年（昭和20年）11月1日 - 事務用品販売のリコー総代理店として三愛商事を設立[1]
- 1948年（昭和23年） - リコー創業者の市村清によって、食料品店として転業
- 1955年（昭和30年） - 銀座店にて水着の取扱い開始
- 1958年（昭和31年） - 西銀座デパート内に西銀座店オープン（現銀座本店）
- 1963年（昭和38年） - 銀座4丁目交差点に三愛ドリームセンターを建設。
- 1966年（昭和41年） - アパレル部門、専門店卸を開始
- 1985年（昭和60年） - 海外直営1号店香港にオープン
- 1992年（平成4年） - 上海三愛服飾有限公司を設立
- 1996年（平成8年） - 上海三愛時装有限公司を設立　ヴィオレクラブカード（顧客様メンバーズカード）発行開始
- 1999年（平成11年） - 株式会社三愛エスポアールを設立　『三愛水着楽園』をスタート
- 1999年（平成11年） - 着信メロディサービス『着信メロディGIGA』をスタート
- 2000年（平成12年） - 株式会社三愛ジュエリーを設立
- 2003年（平成15年） - 『三愛水着楽園』の通年店舗をスタート
- 2004年（平成16年） - ISMS認証取得
- 2005年（平成17年） - 株式交換により、リコーの完全子会社となる
- 2006年（平成18年） - 『着信メロディGIGA』をフェイスへ売却
- 2008年（平成20年） - 上海三愛時装有限公司を解散
- 2010年（平成22年） - 株式会社三愛デザイン研究所を設立
- 2015年（平成27年） - 4月1日付で水着・下着事業をワコールホールディングス（子会社のワコールが受け皿会社として株式会社Aiを設立して譲受）、婦人服販売事業をアイリン、三愛銀座本店を西銀座デパートに売却[2][広報 1]。

## 主要関係会社

### 国内グループ企業
- 株式会社三愛ジュエリー
- 株式会社三愛エスポアール

### 海外グループ企業
- 上海三愛服飾有限公司

#### 広報資料・プレスリリースなど一次資料
1. ↑  株式会社三愛及び株式会社三愛スタイルの事業の一部譲り渡しに関するお知らせ